# Sáva (metropolita varšavský)
Sáva (vlastním jménem: Michał Hrycuniak; * 15. dubna 1938, Śniatycze) je současný pravoslavný arcibiskup Varšavy a celého Polska.

## Život
Narodil se 15. dubna 1938 v Śniatycze.
Roku 1957 dokončil Varšavský duchovní seminář a roku 1961 Křesťanskou duchovní akademii, kde získal titul z teologie. Stejného roku se stal profesorem ve Varšavském semináři a o rok později na duchovní akademii. Zde působil až do roku 1979. Roku 1974 se stal rektorem výše zmíněného semináře.
Dne 27. září 1964 přijal svěcení na diakona.
Roku 1966 získal doktorát z teologie na Teologické fakultě Srbské pravoslavné církve v Bělehradě. Dne 6. února stejného roku byl v monastýru Uvedení přesvaté Bohorodice do chrámu v Bělehradě postřižen na monacha a přijal jméno Sáva na počest svatého Sávy Srbského. Kněžské svěcení přijal 6. března ve varšavském chrámu svaté Marie Magdaleny.
V letech 1966–1970 působil jako ředitel Metropolitního úřadu ve Varšavě.
Dne 11. května 1969 byl povýšen na igumena.
Dne 8. února 1970 byl povýšen do hodnosti archimandrity a poslán do monastýru sv. Onufrija v Jabłeczné.
Roku 1977 se stal ředitelem pravoslavného odboru Křesťanské duchovní akademie ve Varšavě. V roce 1978 obhájil svou disertační práci a získal doktorát pravoslavné dogmatické teologie. Poté získala titul docenta a byl jmenován vedoucím katedry dogmatické a morální teologie.
Dne 20. listopadu 1979 byl jmenován biskupem v Lodži a Poznani. Biskupské svěcení přijal o pět dní později z rukou metropolity Bazyla.
Dne 31. července 1981 byl jmenován biskupem eparchie Białystok-Gdańsk a 18. dubna 1987 byl povýšen na arcibiskupa.
V letech 1984–1990 byl prorektorem Křesťanské duchovní akademie ve Varšavě. V roce 1990 obdržel titul docenta teologických věd za své akademické úspěchy a o dva roky později - titul řádného profesora.
V letech 1994–1998 řídil pravoslavný úřad polské armády. V roce 1996 byl prezidentem Aleksanderem Kwasniewskim jmenován brigádním generálem.
Dne 12. května 1998 byl zvolen metropolitou Varšavy a celého Polska. K intronizaci došlo 31. května 1998 ve varšavské katedrále sv. Marie Magdalény.